# MM volume 2 Mixtape
MM volume 2 Mixtape è il terzo mixtape del rapper italiano MadMan, pubblicato il 27 ottobre 2016 dalla Tanta Roba.

## Tracce
1. Intro – 2:10
2. Bolla papale Freestyle – 2:00
3. QRGZZ RMX – 2:22
4. Solo con me – 3:11
5. Mary Jane – 3:41
6. The Hills RMX – 2:28
7. Il momento – 3:33
8. Veleno 6 (feat. Gemitaiz) – 3:22
9. Migliori dei miei (feat. Mattaman) – 3:22
10. I'm Gone Win RMX (feat. Nacho) – 2:28
11. Occhiali da donna RMX (feat. Achille Lauro) – 3:00
12. Dead a Pussy N***a RMX (feat. Ensi, Er Costa, Lil Pin) – 3:23
13. Nel cervello (feat. Blue Virus) – 3:21
14. Baby Blue RMX (feat. Nitro, Pedar) – 4:14
15. Fresco fresco (feat. Aquadrop) – 2:55
16. Deep Freestyle – 1:47

## Formazione
Musicisti
- MadMan – voce
- Gemitaiz – voce aggiuntiva (traccia 8)
- Mattaman – voce aggiuntiva (traccia 9)
- Nacho – voce aggiuntiva (traccia 10)
- Achille Lauro – voce aggiuntiva (traccia 11)
- Ensi, Er Costa, Lil Pin – voci aggiuntive (traccia 12)
- Blue Virus – voce aggiuntiva (traccia 13)
- Nitro, Pedar – voci aggiuntive (traccia 14)
- Aquadrop – voce aggiuntiva (traccia 15)

Produzioni
- 2P – produzione (traccia 1)
- PK – produzione (traccia 2, 5 e 11)
- Nebbia – produzione (traccia 4)
- Ombra – produzione (traccia 7)
- Mixer T – produzione (traccia 8)
- Rix Rox – produzione (traccia 9)
- Frenetik & Orang3 – produzione (traccia 13)